# Josef Steininger (Orgelbauer)

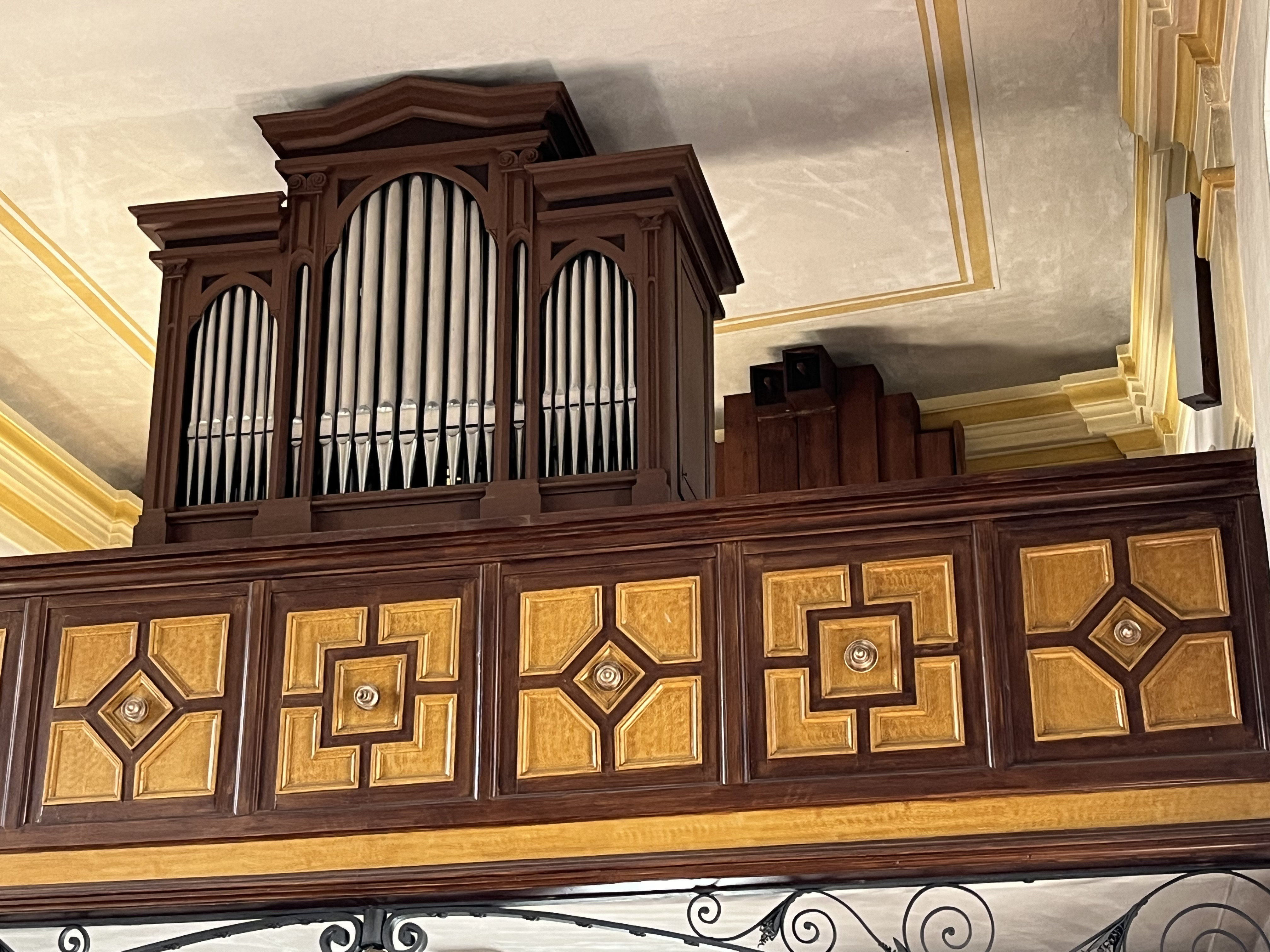
Filialkirche Wim

Josef Steininger (* 23. November 1848 in Kematen am Innbach; † 25. Februar 1921 in Taufkirchen an der Trattnach) war ein österreichischer Orgelbauer.

## Leben
Als ursprünglich gelernter Rechenmacher begann Josef Steininger autodidakt zum Beginn der 1880er-Jahre mit dem Bau und Instandsetzung von Orgeln. Als Orgel- und Harmoniumbauer erlangte er für das Innviertel und Hausruckviertel in Oberösterreich einen guten Ruf und bald auch eine gute Auftragslage. Er begründete eine über zwei Generationen bestehende Orgelbauerdynastie. Nach seinem Tod wurde sein Betrieb von beiden Söhnen Johann und Karl Steininger unter der Bezeichnung Gebrüder Steininger fortgeführt.
Entgegen dem Trend zum Bau von Kegelladenorgeln hielt er am Bau mechanischer Schleifladenorgeln fest. Festhaltend am Typus und am Klangideal einer Barockorgel weisen seine Instrumente vollständige Prinzipalchöre und nur wenige Charakterstimmen auf.

## Werkliste
| Jahr      | Ort                          | Gebäude                                | Bild | Manuale | Register | Bemerkungen           |
| --------- | ---------------------------- | -------------------------------------- | ---- | ------- | -------- | --------------------- |
| 1888+1905 | Taufkirchen an der Trattnach | Pfarrkirche St. Martin                 |      |         |          | Umbau und Erweiterung |
| 1895/1904 | Bad Wimsbach-Neydharting     | Filialkirche Wim                       |      | I/P     | 6        | verändert erhalten    |
| 1899      | Peuerbach                    | Filialkirche Mariahilf                 |      | I/P     | 7        |                       |
| 1900      | Bad Schallerbach             | Magdalenabergkirche                    |      | I       | 3        |                       |
| 1909      | Thomasroith                  | Filialkirche Thomasroith               |      | I/P     | 7        |                       |
| 1910      | Raab (Oberösterreich)        | Wallfahrtskirche Maria Bründl          |      | I/P     | 4        |                       |
| 1912      | Pötting                      | Pfarrkirche Pötting                    |      | II/P    | 13       |                       |
| 1914      | Andrichsfurt                 | Pfarrkirche Andrichsfurt               |      | I/P     | 10       |                       |
| 1914      | Kaltenberg (Oberösterreich)  | Pfarr- und Wallfahrtskirche Kaltenberg |      |         |          | Umbau und Erweiterung |